# 巡洋舰

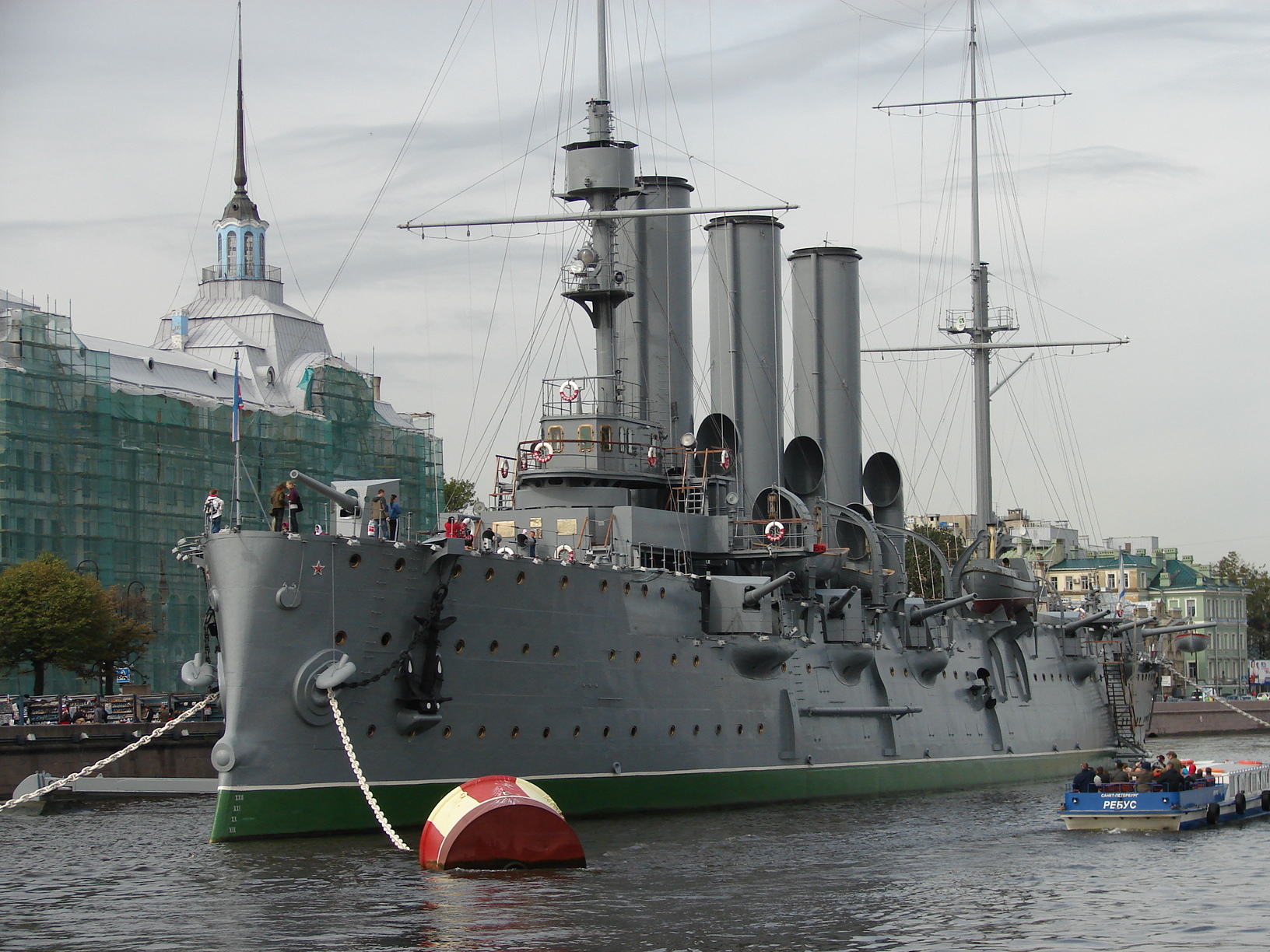
1900年下水的俄国阿芙乐尔号巡洋舰保存至今

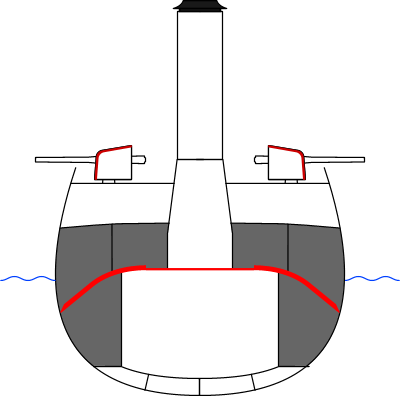
防護巡洋艦（亦稱穹甲快船）切面圖。紅色線即穹甲，灰色為煤櫃。船底為雙重船身

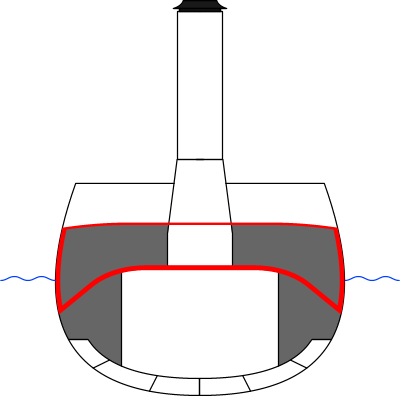
裝甲巡洋艦切面圖。紅色為裝甲，灰色為煤櫃。船底為雙重防水船身。

巡洋舰（英語：cruiser）指在排水量、火力、装甲防护等方面仅次于战列舰的大型海军水面舰艇，拥有同时对付多个作战目标的能力，以及能胜任多种任务的多样性。历史上，巡洋舰由於噸位大、火力強、性能佳，一开始是指可以独立进行外海行动的軍用舰艇，而与此相对的驱逐舰则需要其它辅助舰艇（比如补给舰）的协助才能執行任務。不過隨著現代驅逐艦大型化後綜合作戰能力的提升，噸位其實超過早年的巡洋艦，所以这个区分已不明顯，很多新式的大型軍艦都不再冠以巡洋艦之名。
早期巡洋艦的艦砲火力僅次於戰列艦。世界上最後一艘火砲巡洋艦是秘鲁海军的格勞海軍上將號，並已在2017年退役。冷戰期間，喷气式飞机技術得到快速發展，已可搭載反艦導彈及魚雷，巡洋舰的機動性能无法躲避這些攻擊。20世紀後期，独立行动的水面戰鬥舰艇及小型舰隊的時代結束，海軍一般要組建大型舰隊以應付大規模空襲。现今的巡洋舰都装备有先進的导弹系統、火炮、鱼雷等武器，能執行遠海攻擊行動，通常负责独当一面的区域拒止（A2/AD）任务。有些巡洋舰可携带反潜直升机、執行搜索并猎杀敌对潜艇的巡邏任務。現今只有美國海軍及俄羅斯海軍仍有官方定义的巡洋艦在服役，其余各国海军的主力舰通常以驱逐舰为主，如果舰队规模较小也可能用巡防舰和护卫舰替代。

## 历史

### 發展時期
巡洋舰这个词是在17世纪出现的。巡洋舰与其说作为舰只的分类，不如说是表明这种舰只的作用和任务。无论如何，这个词被用作形容小的、快速的、合适于这种角色的战舰。在十七世纪，舰队的主体则由战列舰组成，这些舰只比护卫舰大得多，昂贵得多，也慢得多，并不适合执行远距离的任务（例如美洲）。而且战列舰在战略上太过重要，执行持续巡逻任务显得过于冒险。巡洋舰一般逃避这样的战舰，也不参加这样的战舰之间的舰队海战。
荷兰海军在17世纪开始登录巡洋舰的数量和配置，英国海军以及晚些时候的法国和西班牙海军赶上这个潮流。为了保护国会中的商业利益，英国颁布巡洋舰和护航法——开始将海军的注意力放在用巡洋舰进行商业保护和搜捕，而不是建造更多恐怖和昂贵的战列舰。在18世纪中，巡防舰是一种卓越的巡洋舰种。巡防舰是一种既小、又快、远距离、轻武装（单层炮甲板）的战舰，主要用来侦查，运送信件，破坏敌方贸易线等等。另一种主要的巡洋舰种是单桅纵帆船，不过其他各色各样的船只也被当作巡洋舰使用。
在19世纪，各国海军开始使用蒸汽动力战舰，在十九世纪四十年代时，开始出现实验性的蒸汽巡防舰和单桅纵帆船。在五十年代中期，英国和美国海军开始制造拥有很长的船体和重炮的蒸汽巡防舰，比如USS Merrimack和HMS Mersey。在1860年代，铁甲舰登上战争舞台。最早的铁甲舰也只有一个炮台，因为它们的装甲太重了，没法装其它的炮台。尽管它们是带有大炮的大船，而且也可以像战列舰一样作战，它们依然被当作巡洋舰使用。
法国人以1865年下水Belliqueuse号为起点，建造了许多较小型铁甲舰来执行远海巡洋任务。这些“车站铁甲舰”是装甲巡洋舰发展的开端——一种为了快速、独立、搜捕和巡逻的传统巡洋舰任务而生的铁甲舰。
第一艘真正意义上的装甲巡洋舰是俄罗斯的General-Admiral号，在1874年完工。英国的HMS Shannon号在数年后服役。
长时期裡巡洋舰弥补了非常轻型的船隻如鱼雷艇与战列舰之间这个空檔。巡洋舰足以抵挡小型船隻的进攻，而且足以能够远离自己的基地航行。而战列舰虽然在作战时威力非常大，但它们太慢和需要太多的燃料（尤其是在使用蒸汽轮机后），使它们在远距离作战时非常依赖补给舰队。19世纪的大多数时间里和20世纪初巡洋舰是一支舰队的远程威慑武器，而战列舰则待在基地附近。巡洋舰最主要的作用在于袭击敌人的商队。巡洋舰在设计的时候就非常注重速度：它们瘦长、流水线的船体尤其利于高速航行。为了减少流体漩涡，它们的船首和船尾均逐渐变细。
在1880年至1910年期间各国还建造了许多小得多的防護巡洋舰。由于它们的装甲很少，沒有側舷装甲，而是在甲板内設有弓型的水平裝甲。
同时，巡洋舰也被编入主力舰队作为侦查和巡逻用途。
随着战列舰的不断增大，巡洋舰的排水量也不断增大。风帆被蒸汽机代替后出现了装甲巡洋舰，实际上它们是比较小的、快速的战列舰。19世纪末战舰的发展速度如此之快以至于数年后下水的巡洋舰就已经超过了此前的战列舰。美国的白色舰队在下水几年后就已经过时了。在这段时间里一支舰队往往包括很老的舰只，也有很新的舰只，而新舰往往比老舰大得多。
从这个时候开始人们开始区分轻巡洋舰和重巡洋舰。第一次世界大战后在不同的军备限制条约中对这两个概念均有定义。轻巡洋舰的主炮口径为6.1英寸（155毫米）以下，重巡洋舰的主炮口径则在此以上（8英寸，即203毫米最为常见）。在华盛顿海军条约中规定8英寸为重巡洋舰的炮径上限。只有五艘巡洋舰的主炮口径在此之上：三艘德国德国级装甲舰和美国海军在第二次世界大战中使用的两艘阿拉斯加级大型巡洋舰。实际上，这五艘军舰就性质来说都不完全是巡洋舰，而只是因为各种原因被称为巡洋舰。
英国皇家海军尤其重视巡洋舰。原因在於英國有大量殖民地，需要保持大量的巡洋艦以保持殖民地的安全。这些巡洋舰可以侦查敌情，保护战列舰舰队开赴远处，亦可以群攻敌人的大型军舰。比如在1941年5月，诺福克号重巡洋舰和萨福克号重巡洋舰尾随德国俾斯麦号战列舰，直到英国战列舰和航空母舰到达并最终击沉俾斯麦号。而在1939年12月的拉普拉塔河口海战中，英国的埃克塞特号重巡洋舰和两艘轻巡洋舰得以分散德国格拉夫·斯佩海军上将号袖珍战列舰的优势火力。虽然英舰受创，但是德舰不敢恋战，最后决定逃往港口。

### 20世紀後期

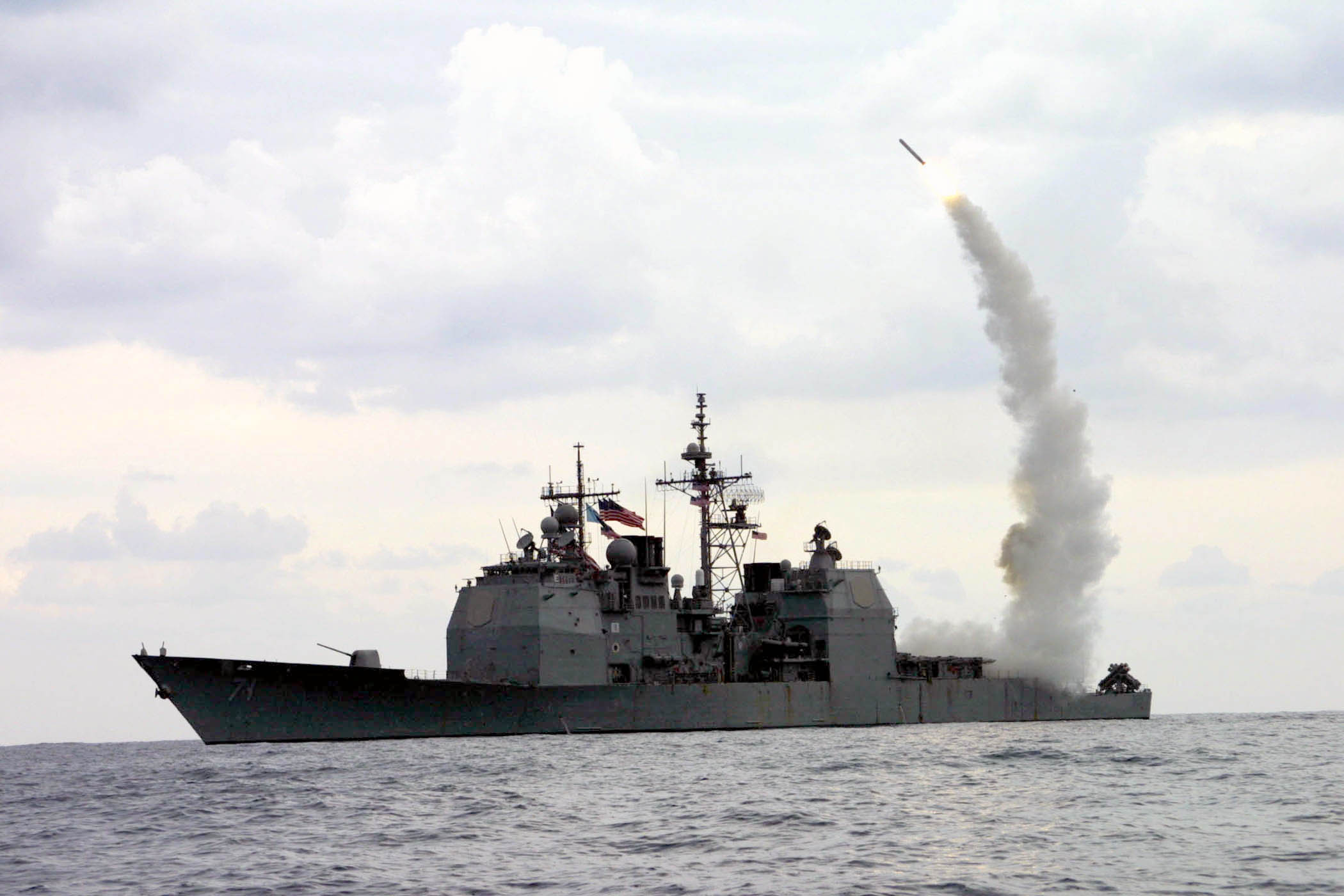
美國海軍提康德羅加級聖喬治角號飛彈巡洋艦發射一枚戰斧巡弋飛彈

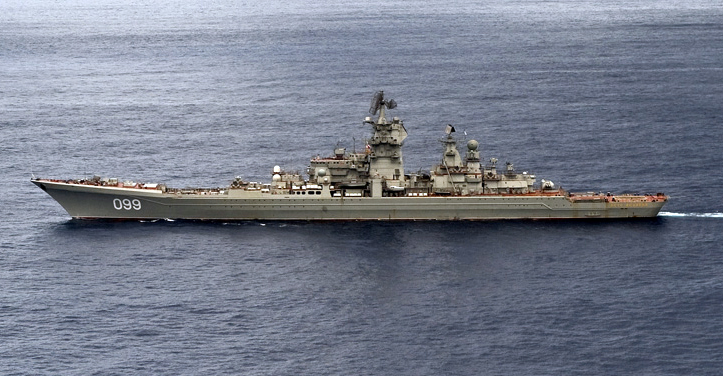
俄羅斯海軍基洛夫級彼得大帝號飛彈巡洋艦

第二次世界大战中，航空兵與雷達的出现大大地改变了海战的性质。即使最快的巡洋舰也比不上飞机的速度，而飞机的作战范围不断扩大，雷達的搜索能力讓艦隊監控的死角減少。这使得单艘船只或者小部队独立作战的机会减小。雖然未有實戰例子，20世纪后期只有非常大规模的舰队一起作战，舰队才可抵挡空袭。这使得大多数軍艦設計注重單一任務，尤其是反潜和反空船只。大多数海軍的多功能大船消失了。
二次大戰後，德國與日本作為戰敗國被禁止生產具有侵略性的巡洋艦，而此一禁令則持續至今。然而西歐與南歐國家在二戰以後，航空母艦的璀璨光環使得巡洋艦的身影逐漸消失。
1982年發生了英國與阿根廷間的福克兰战争，阿軍從美國購入的於二戰時期製造貝爾格拉諾將軍號巡洋艦遭到英軍潛艇發射的魚雷擊沉。
2022年發生了俄羅斯入侵烏克蘭，俄軍從蘇聯繼承的於冷戰時期製造莫斯科號飛彈巡洋艦遭到烏軍陸上載具發射的海王星导弹擊中，及後沉沒。
蘇聯海軍将重型巡洋舰当作它们的作战舰队的基础。战后苏联建立了一支拥有大炮的舰队，之后取代它们的则是装备大量导弹的大型巡洋舰，体现了苏联人对重型机械的狂热。而因为其装载大量的导弹，及新创的饱和攻击思想，对海军战术发展有很大的影响。其中最新的四艘基洛夫级核动力巡洋舰是在1980和90年代建造的。由于其排水量太大（24,300吨），也有人将其称为战列巡洋舰。除了基洛夫級以外，俄軍的光榮級巡洋艦配備了十六枚SS-N-12巡弋飛彈。
二战后美国海军的核心是航空母舰。美國曾於越戰時期生產了試驗性質的核動力巡洋艦，在波斯灣戰爭後全部退役。1980年代建造的提康德罗加级导弹巡洋舰本来设计为驱逐舰，它们的主要作用在於提供极强大的反空力量。出于公共关系的考虑这些船而重新命名为巡洋舰，目的在于强调神盾系統的作战能力，而从性质上它们仍然是驱逐舰。不过从1981年提康德罗加号巡洋舰下水后这个级别的船只获得了一系列改善，使得它们的反潜和对地面攻击的力量（使用巡航导弹）大大加强。与它们的苏联对手一样，提康德罗加级导弹巡洋舰也可以作为整个作战群的中心。

## 類別

### 辅助巡洋舰
另一種稱為「巡洋舰」的船隻是辅助巡洋舰，实际上它们是战争爆发后快速装配了小炮的商船。这些船被用来为其它商船提供保护，但由于它们航速慢、火力弱、装甲弱，因此它们实际上几乎无用。在两次世界大战中德国均使用装配了巡洋舰火炮的小商船来袭击盟军商船，这些船一般伪装成中立甚至盟军的商船，取得了一些战果。一些大的远洋轮也被这样改装。在第一次世界大战中法国和德国曾使用这样的船只来袭击敌方，这些船的优点在于它们的高速（30节左右）。第二次世界大战德国和日本再次使用这样的船只。在一战和二战的初期英国也曾使用这样的船只来保护商船队，以弥补驱逐舰的不足。

### 防護巡洋艦
輕巡洋艦前身，第一次世界大戰前就幾乎被輕巡洋艦取代。

### 裝甲巡洋艦
近代巡洋艦的前身，提升了裝甲防護。

### 輕巡洋艦
英文縮寫CL。一般指在排水量、裝甲和火力方面強於驅逐艦但弱於重巡洋艦的艦隻。根據《華盛頓海軍條約》，巡洋艦的主炮口徑不得超過8英寸（203毫米）；在其後的修訂版《倫敦海軍條約》中，劃定了輕巡和重巡的區別，以155毫米主炮為界，輕巡的主炮不得超過155毫米，但沒有限制其排水量。因此，輕巡洋艦是指主炮在127毫米到155毫米之間的巡洋艦。二戰時，輕巡排水量普遍在2000噸至10000噸之間，155毫米主炮。

### 重巡洋艦
英文縮寫CA。一般指在火力和裝甲方面強於輕巡洋艦但僅次於戰艦的艦隻。根據《倫敦海軍條約》，重巡洋艦是指主炮在155毫米到203毫米之間的巡洋艦。二戰時，重巡排水量普遍在12000噸至15000噸之間，203毫米主炮8至10門。

### 戰列巡洋艦
军舰设计的一个标准是，自己的装甲需要抵挡自己发射的炮弹。比如说，一艘战列舰发射的是16英寸炮弹，则装甲亦要抵挡16英寸的炮火。这样的设计保证了火力和防护力的均衡。第一次世界大战前，曾经有过一种破坏这样的均衡的设计：無敵級戰鬥巡洋艦。其目的在于设计一种速度與防護相当于巡洋舰，但是在火力上与战列舰一样的舰艇，这些舰只的作用在于追击敌人的巡洋舰。
一般战列巡洋艦的大小和火力与战列舰相當，但只有巡洋舰等級的装甲，省下来的承載能量被投资到更强大的引擎中。造就一种拥有高战术机动性的舰艇：比巡洋舰的武力强，速度則比戰列艦快。
在图纸上，战列巡洋舰的设计应当说是比较成功的。比如在1914年的福克兰群岛海战中，但是在舰队作战时针对敌人的战列舰时它们非常脆弱。在1916年的日德兰海战中英国的战列巡洋舰在德国重火力下爆炸。战后英国海军将许多战列巡洋舰拆毁了，剩下的在其允许状态下装甲被加固。不过拆毁的主要原因是因为华盛顿海军条约规定了重型军舰的数量和排水限制。
1940年在第二次世界大战英国舰队追击德国俾斯麦号战列舰的过程中也显示出战列巡洋舰的装甲脆弱的弱点。英国的胡德号战列巡洋舰在火力上与俾斯麦号一样强大，但是在装甲上却弱得多。在丹麦海峡海战中，一发炮弹在击穿胡德号的装甲后落入弹药库，导致弹药库发生爆炸，船体断裂为两半沉没。1419名水手中只有三人幸存。
1943年的北角海战中，沙恩霍斯特号战列巡洋舰的蒸汽管道被约克公爵号战列舰的炮弹命中，航速锐减，而它的火力防护均不及约克公爵号，最終被摧毀。

### 大型巡洋艦
罕見的類別，擁有比重巡洋艦更強的火力和裝甲，但不及於戰艦，另外也擁有比標準的戰鬥艦更快的速度。其设计目标是猎杀其它重巡洋舰和袖珍战列舰。由於大型巡洋艦與戰鬥艦的界線已有所模糊，加上又存在具兩者部分性質的戰鬥巡洋艦，故該類別常難以辨認，一些文獻將其歸類於戰鬥巡洋艦，因此此類別僅為政府官方認定而存在。仅有美国建造过一级阿拉斯加级大型巡洋舰，而其以CB作為開頭的編號，某種程度上也可以解釋為它本身即是戰鬥巡洋艦，但由於此型巡洋艦在美國服役時間不長且運用上與傳統的戰鬥巡洋艦不同，因此在美國海軍並不將其列為戰鬥巡洋艦。

### 航空巡洋艦
安装飞行甲板或水上飞机弹射器的巡洋舰。此词为航母代字“CV”的由来——人类首次从军舰上起降的记录即是从一艘巡洋舰上起飞并降落在另一艘巡洋舰上，而C=Cruiser、V=Voler（法语，= fly）正是“航空巡洋舰”的字面意思。二戰結束後隨著直升機跟垂直起降戰機的逐漸發展成熟，航空巡洋艦也逐漸由搭載水上飛機改為搭載直升機，典型的例子例如前蘇聯的基輔級航空母艦跟莫斯科級直升機航空母艦，兩者雖然被西方國家稱為航空母艦但是實質上前蘇聯還是稱呼其為航空巡洋艦，而且本身也搭載大量反艦武器，可以說是真正名符其實的航空巡洋艦。

### 导弹巡洋舰
在导弹驱逐舰取代巡洋艦前的過渡艦種，其主要火力改以反舰导弹取代舰炮，並強化区域防空與反潛能力的現代化巡洋艦。現役的导弹巡洋舰就只有俄罗斯海军的光荣级导弹巡洋舰、基洛夫级飛彈巡洋舰以及美国海军的提康德罗加级导弹巡洋舰。不過北約和日本防衛省將中国人民解放军海军的055型导弹驱逐舰定義為巡洋艦。基洛夫级巡洋舰有時分類為戰鬥巡洋艦。

## 現役巡洋艦
- 俄羅斯
  - 基洛夫級飛彈巡洋艦 （1艘）
    - 彼得大帝號飛彈巡洋艦（英语：Russian battlecruiser Pyotr Velikiy），1998年

  - 光榮級飛彈巡洋艦 （2艘）
    - 烏斯季諾夫元帥號巡洋艦（英语：Russian cruiser Marshal Ustinov），1986年
    - 瓦良格號巡洋艦 (1983年)，1989年
- 美国
  - 提康德羅加級飛彈巡洋艦（9艘）
    - 菲律賓海號飛彈巡洋艦（英语：USS Philippine Sea (CG-58)），1989年
    - 普林斯頓號飛彈巡洋艦（英语：USS Princeton (CG-59)），1989年
    - 諾曼第號飛彈巡洋艦（英语：USS Normandy (CG-60)），1989年
    - 錢斯勒斯維爾號導彈巡洋艦，1989年
    - 蓋茨堡号导弹巡洋舰（英语：USS Gettysburg (CG-64)），1991年
    - 长津号导弹巡洋舰，1991年
    - 夏洛號飛彈巡洋艦（英语：USS Shiloh (CG-67)），1992年
    - 伊利湖號導彈巡洋艦，1993年
    - 聖喬治角號飛彈巡洋艦（英语：USS Cape St. George (CG-71)），1993年